# Петър Бошковски
Петър Томев Бошковски (на македонска литературна норма: Петар Т. Бошковски) е писател от Република Македония.

## Биография
Роден е в 1936 година в крушевското село Острилци, тогава в Югославия, в семейството на Томе и Търна Бошкови. Брат е на поета и художник Йозо Бошковски. Учи право. Работи като новинар и редактор в Македонското радио. Председателства Съвета на „Рациновите срещи“. Дългогодишен редактор и отговорен редактор на списанието „Разгледи“. Член е на Македонския ПЕН център. От 1963 година е член на Дружеството на писателите на Македония. Умира на 13 юли 2006 година в Скопие.

## Творчество
- „Суводолица“ (поезия, 1962),
- „Постела од трње“ (поезия, 1970),
- „Огледи и критики“ (1978),
- „Небесен камен“ (поезия, 1985),
- „Критички одзиви“ (критики, 1986),
- „Бел ветер“ (поезия, 1991),
- „Прелеста на проѕирноста“ (критики, 1993),
- „Вториот источен грев“ (поезия, 1994),
- „Александар на исток“ (тв драма, 1994),
- „Црниот бик“ (роман, 1995),
- „Никаде место“ (роман, 1996),
- „Лилјаци“ (роман, 1998).

Съставител е на антологиите „Македонскиот роман“ (1972, съавтор) и „Македонски раскази“ (1974). Публикува свои избрани съчинения в четири тома. Носител е на наградите „Братя Миладиновци“, „13 ноември“, Македонска книжовна фондация, „Книжовен жезъл“, „Стале Попов“, Държавна награда „Единадесети октомври“, „Григор Пърличев“, „Златно перо“.